# Eleição municipal de Francisco Morato em 2016
A eleição municipal de Francisco Morato em 2016 aconteceu em 2 de outubro de 2016. Os 117.890 eleitores da cidade foram às urnas para escolher os candidatos que ocupariam os cargos de prefeito, vice-prefeito e vereadores da  cidade. Para prefeito, foi eleita a candidata Renata Sene, do Partido Republicano Brasileiro (PRB), com 29,78% dos votos válidos. A prefeita eleita, venceu as eleições já no primeiro turno após disputa com outros nove candidatos, sendo ela a única mulher candidata, sendo também, a segunda mulher eleita prefeita da cidade de Francisco Morato.
Em segundo lugar para o cargo, ficou o candidato Marcelo Cecchettini, do Partido Verde, com 26,44% dos votos válidos. O vice-prefeito eleito, na chapa de Renata Sene, foi o candidato Dr. Araguacy, do Partido Social Cristão (PSC). A disputa para as 12 vagas na Câmara Municipal de Francisco Morato envolveu a participação de 278 candidatos. O candidato mais bem votado foi o Nelsinho da Periferia, do Partido Social Democrático (PSD), que obteve 1,837 votos (2,28% dos votos válidos).
Francisco Morato foi um dos 104 municípios do país vencido pelo Partido Republicano Brasileiro (PRB) para o cargo de prefeito.

## Antecedentes
Na eleição municipal de Francisco Morato em 2012, o candidato eleito ao cargo de prefeito foi Marcelo Cecchettini, do Partido Verde (PV). O candidato disputou o cargo com Zezinho Bressane, do Partido dos Trabalhadores (PT), e Dra. Andréa, do Partido da Social Democracia Brasileira (PSDB). O candidato do PV venceu a disputa com 100% dos votos válidos, após o indeferimento da candidatura de seus rivais pelo Ficha Limpa, após análise do TRE. 
Antes de ser eleita prefeita, Renata Sene concluiu as seguintes formações: em Serviço Social; MBA em Gestão de Administração Pública; pós-graduação em Administração e Planejamento de Projetos Sociais; pós-graduação em Psicopedagogia e Mestrado em Ciências Sociais. Além disso, Renata foi professora do serviço público municipal e coordenadora da Secretaria Municipal de Assistência Social de Francisco Morato.

## Eleitorado
A população estimada pelo censo IBGE de 2016 contabilizou o município com 169.942 habitantes, sendo 117.890 eleitores nas eleições de 2 de outubro de 2016.  Desses eleitores, 80,26% foram votantes e 19,74% ausentes. As eleições para prefeito contabilizaram 78.957 (83,45%) votos válidos, 9.571 votos nulos (10,12%) e 6.091 votos em branco (6,44%). Para vereador, foram 80.418 votos válidos (84,99%), 7.867 votos nulos (8,31%) e 6.334 votos em branco (6,69%).

## Candidatos
Foram nove candidatos à prefeitura em 2016: Renata Sene, do PRB; Marcelo Cecchettini, do PV; Darinho, do PSD; Helio Gomes, do PDT; Liro Maia do PMDB; Thyago, do PEN; Gilberto Oliveira, do PSL; Dr. Marcio, do PRTB e Professor Silvio, do PSOL.
| Candidato(a)        | Vice                   | Partido | Número | Coligação                                                                            |
| ------------------- | ---------------------- | ------- | ------ | ------------------------------------------------------------------------------------ |
| Renata Sene         | Dr. Araguacy           | PRB     | 10     | "O cuidado que Francisco Morato merece" (PRB / PP / PSC / PTC / PPL / PC do B / PRP) |
| Marcelo Cecchettini | Prof. Luis Fernando    | PV      | 43     | "Morato seguindo em frente" (PSD / PV / DEM / PTB / PSB / PHS)                       |
| Darinho             | Douglas Cavalcanti     | PPS     | 23     | "Juntos somos mais fortes" (PPS / PMN / PSDC / SD)                                   |
| Helio Gomes         | Maria Leonor           | PDT     | 12     | "Juntos Faremos Mais" (PDT / PT / PTN / PR / PSDB / PT do B / PROS)                  |
| Liro Maia           | Sonia Bressane         | PMDB    | 15     | Partido Isolado                                                                      |
| Thyago              | Fabiano                | PEN     | 51     | Partido Isolado                                                                      |
| Gilberto Oliveira   | Juarez Viera           | PSL     | 17     | "Vamos trocar tudo" (PSL / PMB)                                                      |
| Dr. Marcio          | Rogerio Antonio Munhoz | PRTB    | 28     | Partido Isolado                                                                      |
| Professor Silvio    | Juliana Cirqueira      | PSOL    | 50     | Partido Isolado                                                                      |

## Campanha
Com a reforma eleitoral ocorrida em 2015, os gastos para campanhas eleitorais dos candidatos passaram a ter um limite. Francisco Morato esteve entre os municípios com menor valor para investimento. Os candidatos para prefeito tiveram um limite de R$140.562,49 e os vereadores R$31.509,04 para suas campanhas.
Poucos meses da eleição, o PMN declarou seu apoio ao candidato Darinho (PSD), após romper com o até então prefeito da cidade, Marcelo Cecchittini, do PV. Esse novo apoio, abriu margem para uma maior chance de eleição de Darinho e novas possibilidades de partidos aliados ao PPS. Como parte do Plano de Governo, Darinho adiantou: “Basicamente precisaremos cuidar da manutenção da cidade, melhorar o nível da Educação, cuidar da infraestrutura e usar intensamente os equipamentos públicos nos bairros, como escolas e quadras esportivas”.
Em busca de sua reeleição, as propostas do candidato Marcelo Cecchettini giraram em torno das áreas de saúde, mobilidade, habitação, educação, obras e infraestrutura, trânsito e segurança, e cidadania.
Já a candidata eleita Renata Sene, criou um Plano de Governo onde dez áreas seriam priorizadas em sua gestão: Saúde, Educação, Cultura, Esporte e Lazer, Gestão Participativa e Mobilizadora, Infraestrutura, Assistência Social, Meio Ambiente, Mobilidade urbana e Trânsito, Uso de Solo e Moradia. A candidata do PRB garantiu uma gestão baseada na participação popular. Com essa proposta, prometeu:  “Vamos revisar o plano de cargos e salários dos servidores, realizar uma ampla reforma administrativa com redução dos cargos em comissão, criar a Escola de Governo e integrar os órgãos por meio de uma sistema informatizado".
Pouco tempo após ocupar o cargo, a prefeita Renata Sene e seu vice Dr. Araguacy, foram acusados pelo TRE de propaganda eleitoral irregular nas eleições de 2016, tendo que arcar com uma multa correspondente a R$2 mil cada um, por distribuição de material de campanha em bens de uso comum do município.

## Resultados

### Prefeito
No dia 2 de outubro, Renata Sene foi eleita prefeita de Francisco Morato com 29,78% dos votos válidos, após acirrada disputa com o candidato à reeleição Marcelo Cecchettini. Segundo dados do Instituto Polo, até os dias 14 e 15 de setembro, a menos de um mês da eleição, os candidatos estavam tecnicamente empatados com uma pequena vantagem do candidato Marcelo Cecchettini, que apresentava 19,09% da intenção de votos enquanto Renata Sene apresentava 18,18%. A candidata do PRB conseguiu uma ultrapassagem e venceu o então prefeito Marcelo Cecchettini.
| Candidato(a)             | Vice                          | 1º Turno 2 de outubro de 2016 | 1º Turno 2 de outubro de 2016 |
| Candidato(a)             | Vice                          | Votação                       | Votação                       |
|                          |                               | Total                         | Porcentagem                   |
| ------------------------ | ----------------------------- | ----------------------------- | ----------------------------- |
| Renata Sene (PRB)        | Dr. Araguacy (PSC)            | 23.515                        | 29.78%                        |
| Marcelo Cecchettini (PV) | Prof. Luis Fernando (PTB)     | 20.880                        | 26.44%                        |
| Darinho (PPS)            | Douglas Cavalcanti (PMN)      | 13.935                        | 17.65%                        |
| Helio Gomes              | Maria Leonor (PSDB)           | 9.497                         | 12.03%                        |
| Liro Maia                | Sonia Bressane (PMDB)         | 3.121                         | 3.95%                         |
| Thyago                   | Fabiano (PEN)                 | 2.294                         | 2.91%                         |
| Gilberto Oliveira        | Juarez Viera (PSL)            | 2.289                         | 2.90%                         |
| Dr. Marcio               | Rogerio Antonio Munhoz (PRTB) | 1.947                         | 2.47%                         |
| Professor Silvio         | Juliana Cirqueira (PSOL)      | 1.479                         | 1.87%                         |
| Total de votos válidos   | Total de votos válidos        | 78.957                        | 83,45%                        |
| Votos em branco          | Votos em branco               | 6.091                         | 6,44%                         |
| Votos nulos              | Votos nulos                   | 9.571                         | 10,12%                        |
| Total                    | Total                         | 94.619                        | 100%                          |
| Abstenções               | Abstenções                    | 23.270                        | 19,74%                        |
| Total de eleitores       | Total de eleitores            | 117.890                       |                               |

### Vereador
Para o cargo de vereador foram 282 candidatos na disputa, onde somente doze foram eleitos. Desses doze, dois eram da base de Renata Sene, e apenas uma era mulher. Nelsinho da Periferia, Mimo, Márcia, Jair Sene e Joãozinho foram os cinco vereadores reeleitos. Os partidos com o maior número de vereadores eleitos, com dois vereadores de cada, foram: PSDB, PRB, PMN e PPS. Os partidos PSD, PSB, DEM e PDT contaram com a eleição de apenas um vereador cada.
| Resultado da eleição para a Câmara Municipal de Francisco Morato em 2016 por candidato | Resultado da eleição para a Câmara Municipal de Francisco Morato em 2016 por candidato | Resultado da eleição para a Câmara Municipal de Francisco Morato em 2016 por candidato | Resultado da eleição para a Câmara Municipal de Francisco Morato em 2016 por candidato | Resultado da eleição para a Câmara Municipal de Francisco Morato em 2016 por candidato | Resultado da eleição para a Câmara Municipal de Francisco Morato em 2016 por candidato |
| Candidato                                                                              | Número                                                                                 | Partido                                                                                | Votos                                                                                  | Porcentagem                                                                            |                                                                                        |
| -------------------------------------------------------------------------------------- | -------------------------------------------------------------------------------------- | -------------------------------------------------------------------------------------- | -------------------------------------------------------------------------------------- | -------------------------------------------------------------------------------------- | -------------------------------------------------------------------------------------- |
| Nelsinho da Periferia                                                                  | 55000                                                                                  | PSD                                                                                    | 1.837                                                                                  | 2.28%                                                                                  |                                                                                        |
| Mimo                                                                                   | 40000                                                                                  | PSB                                                                                    | 1.578                                                                                  | 1.96%                                                                                  |                                                                                        |
| Márcia                                                                                 | 45622                                                                                  | PSDB                                                                                   | 1.529                                                                                  | 1.90%                                                                                  |                                                                                        |
| Alex Reis                                                                              | 25120                                                                                  | DEM                                                                                    | 1.485                                                                                  | 1,85%                                                                                  |                                                                                        |
| João Raposo                                                                            | 12333                                                                                  | PDT                                                                                    | 1.405                                                                                  | 1,75%                                                                                  |                                                                                        |
| Jair Sene                                                                              | 10100                                                                                  | PRB                                                                                    | 1.249                                                                                  | 1,55%                                                                                  |                                                                                        |
| Flor Cabeleireiro                                                                      | 10123                                                                                  | PRB                                                                                    | 1.248                                                                                  | 1,55%                                                                                  |                                                                                        |
| Salsicha                                                                               | 33000                                                                                  | PMN                                                                                    | 1.217                                                                                  | 1,51%                                                                                  |                                                                                        |
| Joãozinho                                                                              | 33456                                                                                  | PMN                                                                                    | 1.065                                                                                  | 1,32%                                                                                  |                                                                                        |
| Ildo Gusmão                                                                            | 45444                                                                                  | PSDB                                                                                   | 1.008                                                                                  | 1.25%                                                                                  |                                                                                        |
| Giba                                                                                   | 23111                                                                                  | PPS                                                                                    | 800                                                                                    | 0.99%                                                                                  |                                                                                        |
| Luiz Kaiser                                                                            | 23000                                                                                  | PPS                                                                                    | 725                                                                                    | 0.90%                                                                                  |                                                                                        |

| Votos válidos   | 80.418 | 84,99% |
| Votos nulos     | 7.867  | 8,31%  |
| Votos em branco | 6.334  | 6,69%  |
| Total           | 94.619 | 100%   |
| --------------- | ------ | ------ |

## Análises
Após uma apertada disputa nas eleições de 2016, Renata Sene derrotou um grande adversário, o até então prefeito da cidade Marcelo Cecchittini, e saiu vitoriosa rumo ao cargo de prefeita. Em seu discurso de posse, Renata contou sobre sua trajetória e sobre a descrença de seus adversários em sua vitória. “Durante os últimos meses, ouvimos muitos nãos. Não é elegível. Não vai assumir. Não vai diplomar. A todos esses eu quero dizer um grande e enorme sim. Sim, estamos aqui e sim, vamos começar uma nova história na cidade”, disse em seu discurso. Ela ressaltou que seu governo será pautado pela participação popular e pelas portas abertas à ouvir a população, com um programa que prioriza a eficiência e transparência. Sobre as eleições de Francisco Morato de 2016, em entrevista, a candidata contou sua perspectiva "Eu fiquei feliz com a leitura que a população moratense fez da política, acreditando em pessoas que não necessariamente estiveram no meio político ao longo desses anos. As pessoas entenderam que alguém que não era considerado do meio político, porque não fazia militância para ser candidato a vereador ou a prefeito, podia fazer uma proposta para a gestão da cidade". Renata e seu vice, Dr. Araguacy, assumiram posse em 1 de janeiro de 2017.